# Cottus poecilopus
Cottus poecilopus é uma espécie de peixe da família Cottidae.
Pode ser encontrada nos seguintes países: Alemanha, Bielorrússia, China, Coreia do Norte, Dinamarca, Eslováquia, Eslovénia, Estónia, Finlândia, Letónia, Lituânia, Moldávia, Noruega, Polónia, República Checa, Roménia, Rússia, Suécia e Ucrânia.